# Czesław Znosko
Czesław Znosko ps. „Ranecki” (ur. 3 marca 1893 w Mońkach) – polski działacz społeczny i żołnierz, starszy sierżant.

## Życiorys
Urodził się w rodzinie chłopskiej jako syn Konstantego i Felicji. Ukończył rosyjską szkołę grodzką. W latach 1917–1919 należał do POW.
W latach 1919–1921 pełnił służbę wojskową w Wojsku Polskim w stopniu sierżanta. W szeregach 85 Pułku Strzelców Wileńskich walczył w wojnie polsko-bolszewickiej. Został ciężko ranny, doznał 32% utraty zdrowia i stał się inwalidą.
Po zakończeniu służby powrócił do rodzinnej miejscowości, gdzie przewodniczył ZMW w latach 1923–1926 i kółka rolniczego w latach 1926–1935. W latach 1933–1937 był sekretarzem Stowarzyszenia Rolniczo-Handlowego, zaś w latach 1930–1939 był radnym gminy. Pełnił funkcję sołtysa gromady Mońki. W latach 1937–1939 był dozorcą drogowym gminy Kalinówka.
Po wybuchu wojny włączył się w działalność podziemną. W 1942 zorganizował i został komendantem rejonu obejmującego gminę Kalinówka, Knyszyn i Trzcianne w obwodzie Białystok Batalionów Chłopskich. Zorganizował akcję dywersyjną, w wyniku której doszło do katastrofy kolejowej w Mońkach 3 października 1943. Udzielał schronienia i pomocy osobom poszukiwanym przez Niemców – polskim i radzieckim partyzantom oraz osobom wywożonym na roboty przymusowe do Niemiec. Po aresztowaniu Ignacego Gackiego jesienią 1943 objął dowództwo obwodu Białystok Okręgu Białystok BCh.
Po zakończeniu okupacji pracował w latach 1944–1945 na stanowisku komendanta straży ochrony lotniska w Białymstoku. W latach 1944–1947 sprawował funkcję sołtysa wsi Mońki. Został fałszywie oskarżony i 17 lipca 1947 aresztowany przez funkcjonariuszy MBP. Wystosowano petycję o jego uwolnienie, którą podpisało 97 mieszkańców z gmin Goniądz i Kalinówka. Po uwolnieniu był urzędnikiem samorządowym i prowadził gospodarstwo rolne. Należał do Stronnictwa Demokratycznego
Był żonaty z Leokadią, miał syna Zdzisława.

## Odznaczenia
- Medal „Polska Swemu Obrońcy”
- Krzyż Partyzancki
- Odznaka Grunwaldzka